# Комі Селом Классу
Комі Селом Классу (фр. Komi Sélom Klassou, нар. 10 лютого 1960, Нотсе) — тоголезький політик, прем'єр-міністр Того 5 червня 2015 — 28 вересня 2020. Член правлячого Союзу за республіку (UNIR),; Працював міністром культури, молоді та спорту у 2000 — 2003 роках, міністром початкової та середньої освіти у 2003 — 2007 роках та першим віце-президентом Національних зборів у 2007 — 2015 роках.

## Життя та кар’єра
Классу народився у Нотсе, префектура Хахо. 8 жовтня 2000 року був призначений міністром культури, молоді та спорту, обіймав цю посаду, до призначення 29 липня 2003.міністром початкової та середньої освіти. Він також керував кампанією Фор Гнассінгбе на президентських виборах у квітні 2005 року, і після того, як Конституційний суд визнав Гнассінбе переможцем виборів, які оспорювали опозиція, Классу назвав це "великою перемогою для людей Того".
Классу обіймав посаду міністра початкової та середньої освіти понад чотирьох років. У жовтні 2007 року був обраний депутатом в парламент Того 24 листопада 2007 року був обраний першим віце-президентом Національних зборів , обійняв міністерську посаду 13 грудня 2007 року.
Классу був членом Політбюро РПТ
Классу був переобраний до Національної Асамблеї на парламентських виборах у липні 2013 року, а 2 вересня 2013 року він був переобраний першим віце-президентом Національних зборів.
Після переобрання президента Гнассінгбе на президентських виборах у квітні 2015 року Гнассінгбе призначив Классу прем'єр-міністром 5 червня 2015 року. Классу обійняв посаду 10 червня 2015 року, змінивши Квесі Ахумей-Зуну Склад нового уряду на чолі з Классоу, до складу якого увійшли 23 міністри, було оголошено 28 червня 2015 року.